# Tetragnatha viridorufa
Tetragnatha viridorufa är en spindelart som beskrevs av Gravely 1921. Tetragnatha viridorufa ingår i släktet sträckkäkspindlar, och familjen käkspindlar. Inga underarter finns listade i Catalogue of Life.